# 弘前学院聖愛中学高等学校
弘前学院聖愛中学高等学校（ひろさきがくいん せいあいちゅうがく・こうとうがっこう）は、青森県弘前市大字原ケ平字山元に所在する私立中学校・高等学校。キリスト教（プロテスタント）主義のミッションスクールである。

## 歴史

### 1800年代
1886年（明治19年）、弘前教会牧師本多庸一と遺愛女学校第2代校長メアリー・ハンプトンが協議の上、キャロライン・ライトの寄付による基金の一部をもって、教会内に女学校を開設し、校名はミセス・ライトにちなんで、来徳女学校と称した。来徳女学校は、女学校ではあったが、教師は2名、生徒十数名のうち男子2名が混じっていた。
1887年（明治20年）、遺愛女学校の分校の形をとり、校名を弘前遺愛女学校とした。

### 1900年代
その後、弘前女学校を経て1946年に聖愛高等女学校となった。
1950年には校名に弘前学院を加え、現校名となった。

### 2000年代
女学校として開学以来、女子校として歴史を歩んだが、2000年には男女共学となった。
2006年には聖愛中学校も再開し、現在の体制となっている。

## 沿革
- 1886年 - 本多庸一と遺愛女学校第2代校長メアリー・ハンプトンの協議の上、ミセス・ライトにちなんで来徳女学校として開校。
- 1887年 - 遺愛女学校の分校の形をとり、弘前遺愛女学校に改称。
- 1889年 - 弘前女学校として認可。
- 1901年 - 元大工町から坂本町に移転。
- 1946年 - 聖愛高等女学校に改称。
- 1947年 - 学制改革に伴い、聖愛中学校が発足。
- 1948年 - 学制改革に伴い、聖愛高等学校が発足。
- 1950年 - 弘前学院短期大学発足に伴い、現校名に改称。
- 1974年 - 坂本町から現在地に移転。
- 1980年 - 聖愛中学校が閉校。
- 1986年 - 創立100周年。
- 2000年 - 男女共学化。
- 2006年 - 聖愛中学校が再開。

## 交通
- 弘南鉄道大鰐線 「聖愛中高前駅」 徒歩10分
- 奥羽本線（JR東日本）・弘南鉄道弘南線 「弘前駅」より スクールバス20分
- 弘南バス 「聖愛高校前」
  - 鯵ヶ沢本町 - 聖愛高校線（鬼沢・高杉・弘前駅前経由）
  - 青女子 - 聖愛高校線（三世寺・弘前駅前経由）
  - 西目屋役場前 - 聖愛高校線（相馬庁舎経由）
  - 黒石駅 - 聖愛高校線（高田・豊蒔経由）
  - 冬期間（12月 - 3月）には、城東団地・宮園団地・船沢からの路線も設定される。
    - 登校時間以外は路線バスの設定がない。日中の最寄停留所は「実業高校前」徒歩15分。
    - 登下校時には路線バスの他に弘前駅と弘前東高前駅からのスクールバスが設定されている。

## 部活動について
- 野球部は2012年夏（第94回）の全国高等学校野球選手権青森大会で初めて決勝に進出し、光星学院高等学校（現・八戸学院光星高等学校）に敗れ準優勝。また、2013年夏（第95回）の全国高校野球選手権青森大会で八戸学院光星高等学校や青森山田高等学校などを破り初優勝。青森代表として出場、これが春夏通じて初の甲子園出場となった[4][5]。その年の夏の甲子園では春のセンバツで2度優勝経験のある沖縄尚学高等学校を破るなどして初出場ながら3回戦に進出したが、延岡学園高等学校に敗れた。

青森県は前述した八戸学院光星、青森山田の2強であり、両校とも関西圏出身の選手が多い中、同校は選手全員が青森出身ということもありメディアからは「りんごっ子」と呼ばれ話題となった。監督の原田は2008年に学校近くの下宿を自らローンを組んで買い取り、自宅兼寮となる「聖球館」をつくった。一つ屋根の下で選手との間に固い信頼関係を育んだ。
- 女子バレーボール部は春の高校バレーや高校総体に出場している。
- 女子バスケットボール部もウインターカップや高校総体に出場経験がある。

### 主な部活動
中学
- 陸上競技
- 体操
- バドミントン
- バスケットボール
- テニス
- 卓球
- 弓道
- 空手道・剣道
- チアリーディング
- 野球
- 吹奏楽
- 調理・手芸
- 理科
- 軽音楽

高校
- バドミントン
- 卓球
- テニス
- バレーボール
- バスケットボール
- 陸上競技
- 体操
- 弓道
- ソフトボール
- 空手道
- 剣道
- サッカー
- 野球（甲子園出場：2013年夏、2021年夏）
- ボウリング
- ダンス
- チアリーディング
- 写真
- 美術
- 手芸
- 調理
- 文芸
- 音楽
- 理科
- 放送
- 演劇
- 書道
- 茶道
- 華道
- 吹奏楽
- アニメマンガ研究
- 軽音楽
- インターアクト同好会
- 囲碁・将棋同好会

別局
- YWCA
- 応援団

## 著名な学校関係者
- 本多庸一 - 弘前教会牧師。来徳女学校・弘前遺愛女学校の開学に尽力した[1][3]。
- メアリー・ハンプトン - 遺愛女学校第2代校長。本多庸一と共に本学の開設に尽力した[1][3]。弘前女学校の校長も務めた[6]。
- 本多貞 - 本多庸一の妻。婚前名：長嶺貞。盛岡藩士族長嶺忠司の二女として生まれ、東京女子師範学校(現 お茶の水女子大学)で学び[7]、遺愛女学校で教師を務めた[8]。後、弘前女学校において教頭を務めた[9]。

## 著名な出身者

### 芸能
- 中村ひとみ
- 王林
- 和海
- 桜司爽太郎
- 太陽（ライスボール）
- 水愛（ライスボール）
- 櫛引彩香

### スポーツ
- 桜庭珠美（バスケットボール）
- 大坂谷啓生（野球）
- 境紗里奈（バレーボール）
- 須藤志歩（ソフトボール）

## 系列校
- 弘前学院大学